# Farkas Gyula (matematikus)

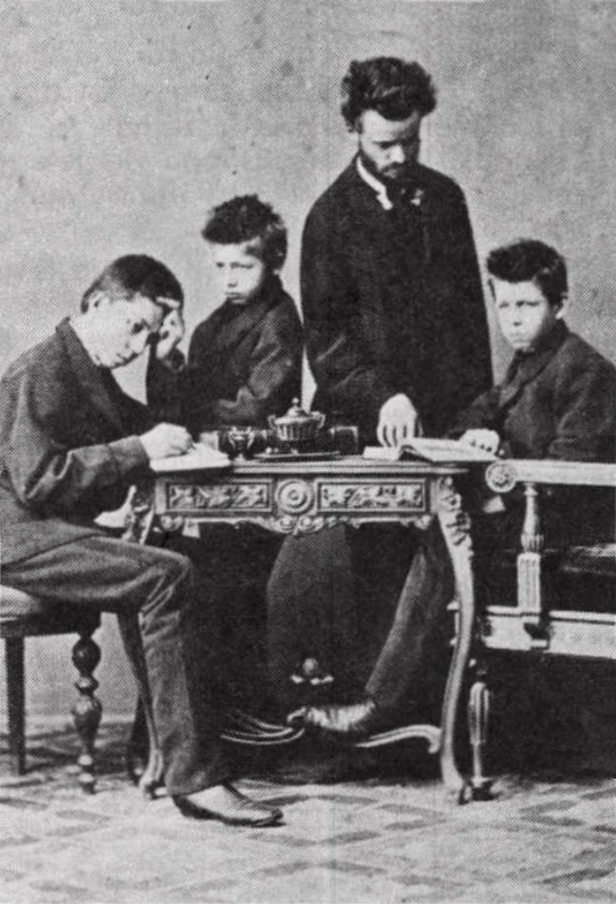
Farkas Gyula Batthyány Géza gyermekeit tanítja az 1870-es évek második felében

Kisbarnaki Farkas Gyula (Pusztasárosd, 1847. március 28. – Pestszentlőrinc, 1930. december 26.) matematikus, fizikus, a Magyar Tudományos Akadémia rendes tagja. A magyarországi alkalmazott matematika és elméleti fizika jelentős alakja. Egyebek mellett nevéhez fűződik a Carathéodory-elvet is megelőző Farkas-féle entrópiatétel kidolgozása (1895), valamint a lineáris egyenlőtlenségek vizsgálata kapcsán kidolgozott, később a lineáris programozásban is alkalmazott Farkas-lemma (1902). Közel három évtizeden keresztül, 1888 és 1915 között a kolozsvári Ferenc József Tudományegyetem elméleti fizikai tanszékének vezetője volt.

## Életútja
A dunántúli nemesi származású kisbarnaki Farkas családban született. Apja kisbarnaki Farkas Ferenc (1820–1882) az Esterházy grófok uradalmi jószágigazgatója volt. Farkas Ferenc 1846. június 7-én feleségül vette Gyula édesanyját, Hoffmann Cecíliát (1826–1907) Lepsényen, a család majd később Győrbe költözött. Az apai nagyszülei kisbarnaki Farkas János (1769–1822), a gróf Zichy család súri uradalmi ispánja és Fiber Anna voltak. Az anyai nagyszülei Hoffmann István uradalmi kasznár és Vitmáier Rozália voltak. Farkas Gyulának az elszegényedett apai dédapja kisbarnaki Farkas Antal (1730–1807) elhagyta balatonedericsi szülőföldjét és elköltözött Apácatornára, ahol nejétől nemes Gőgös Évától születtek a gyermekei.
Érettségi vizsgáit a győri bencések gimnáziumában tette le, majd 1866-tól jogi tanulmányokat folytatott a Pesti Egyetemen, illetve zenei érdeklődését kielégítendő a Fővárosi Felsőbb Zeneiskola tanulója lett. Előbb zongoratanulmányait adta fel, majd – többek között az egyetemen fizikát tanító Jedlik Ányos hatására – érdeklődése a jogról a természettudományok felé fordult, ezért hamarosan átiratkozott a bölcsészettudományi karra. Miután szülei tönkrementek, 1870-ben megszakította tanulmányait, és négy évig a székesfehérvári állami főreáliskolában tanított fizikát és kémiát, emellett a Pápai Állami Tanítóképző Intézet póttanfolyamának igazgatótanára volt. 1874 és 1880 között gróf Batthyány Géza alkalmazta gyermekei házitanítójaként. Időközben 1876-ban megszerezte kémia–fizika szakos tanári oklevelét, 1881-ben pedig mennyiségtanból – melléktárgyakként természettanból és csillagászatból – bölcsészdoktori képesítést is szerzett a Budapesti Tudományegyetemen. 1878. november 25-én fogadták be a Galilei páholyba a hagyományos János-napi ünnepség alkalmából.
1881-től a fővárosi egyetemen komplex függvénytant – korabeli kifejezéssel az imaginárius változók elméletét – oktatta magántanárként. 1887-ben kinevezték a kolozsvári Ferenc József Tudományegyetemre az elméleti fizika rendkívüli tanárává. 1888 után nyilvános rendes tanári címmel, tanszékvezetőként folytatta oktatótevékenységét és kutatómunkáját. Több ízben, 1889–1890-ben, 1892–1894-ben, 1896–1899-ben és 1902–1903-ban a matematikai és természettudományi kar dékánja volt, egy tanéven keresztül, 1907–1908-ban pedig az egyetem rektori teendőit is ellátta. Egyre súlyosbodó szembetegsége, glaukómája miatt 1915-ben visszavonult katedrájától, Pestszentlőrincre költözött, és kutatásainak szentelte idejét.

## Munkássága
Az 1870-es években – a külföldön tartózkodó Batthyány családot kísérve – személyes ismeretséget kötött Charles Hermite és Yvon Villarceau francia matematikusokkal. A találkozás ösztönzőleg hatott rá, s pályája első szakaszában főként matematikával foglalkozott, első elméleti munkái francia tudományos folyóiratokban jelentek meg (pl. Comptes Rendus). Behatóan tanulmányozta a gyökközelítő eljárások konvergenciakérdéseit, az elliptikus függvényeket, valamint a lineáris egyenlőtlenségeket. Ez utóbbiak elméleti alapjait Hermann Minkowskitól függetlenül 1902-ben publikálta (Farkas–Minkowski-tétel). A mechanikai egyensúlyelmélet Fourier-módszer szerinti matematikai bizonyítása során jutott el tételének kidolgozásához, s az általa meghatározott függvény, illetve a sorbafejtés segítségével kidolgozta több lineáris egyenletrendszer megoldását. Eredményeinek jelentőségét az 1950-es években ismerte fel két amerikai matematikus, Harold W. Kuhn és Albert W. Tucker, s az általuk továbbfejlesztett Farkas-lemma a lineáris programozás és optimalizáláselmélet egyik alaptétele lett. Matematikai munkásságának további jelentős eredményei közé tartozik, hogy megadta a Bolyai Farkas nevéhez fűződő gyökközelítő eljárás konvergenciakritériumát, általánosította a komplex függvénytan Picard-tételét, valamint Magyarországon az elsők között foglalkozott az iterált függvények elméletével, vektoranalízissel és vektoralgebrával.
Az 1880-as évek végétől érdeklődése döntően az elméleti fizika kérdéseire irányult, kutatásai a diszciplína számos területére kiterjedtek. A virtuális mozgások és a mechanika általános egyensúlyi elveinek axiomatikus tanulmányozása, az elektrodinamika és a relativitáselmélet mellett behatóan foglalkozott a termodinamika elméletével is. Nevéhez fűződik annak az elvnek a megfogalmazása, amellyel – Constantin Carathéodory azonos eredményeit tizennégy évvel megelőzve – az entrópia növekedésének egyik szükséges és elegendő feltételét fektette le 1895-ben. A Farkas-féle elv kimondja, hogy egyetlen termikusan homogén – azaz termodinamikai egyensúlyban lévő – test vagy rendszer sem juttatható hőcsere nélkül lezajló adiabatikus folyamat útján olyan állapotba, amelybe hőcserével járó folyamat, hőközlés során eljuthat. Egyszerűbben: az adiabatikus állapotváltozás visszafordíthatatlan. Ez a termodinamika második főtételét, az anyagi rendszerekben lezajló folyamatok irreverzibilitását igazoló posztulátum az adiabatikus elérhetetlenség elve néven is ismert. A matematikai fizika területén elért további jelentős eredménye volt az egyenlőtlenségek használata a termodinamikai egyensúly kritériumrendszerének vizsgálatára, újszerű matematikai eljárásokat dolgozott ki az Ampère-féle erőtörvény igazolására, a Lorentz-féle transzformációs szabály levezetésére, továbbá olyan irányban bővítette a Maxwell-egyenleteket, hogy azok a hipotetikus mágneses monopólusokra is alkalmazhatóak legyenek.
Jelentős tevékenységet fejtett ki a matematika és a fizika népszerűsítése, illetve oktatás-módszertani korszerűsítése terén is. Litografált egyetemi jegyzetei mellett már 1872-ben természettudományi népiskolai tankönyvet írt. Kolozsvári professzorként olyan, később jelentős életművű fiatal matematikusokat hívott meg az egyetemre, mint Riesz Frigyes, Fejér Lipót, Schlesinger Lajos és Haar Alfréd. Sokat tett a két Bolyai életművének elismertetéséért is, részben szervezőmunkájának volt köszönhető a Bolyai János kolozsvári szülőházát jelölő emléktábla kihelyezése. A kolozsvári emléktábla és a marosvásárhelyi Bolyai-síremlék avatóbeszédét is ő tartotta.
Írásai, tanulmányai főként a Magyar Tudományos Akadémia, illetve külföldi tudós társaságok kiadványaiban jelentek meg. 1874-ben a kérészéletű Székesfehérvári Figyelő című hetilap alapító szerkesztője, 1894 után pedig tagja volt a Középiskolai Matematikai és Fizikai Lapok szerkesztőbizottságának.
Fiatal korában vonzotta a zongoraművészet, több koncertet adott dunántúli városokban és Nizzában, illetve zeneelméleti cikkeket is publikált.

### Társasági tagságai és elismerései
Tudományos érdemei elismeréseképpen 1898-ban a Magyar Tudományos Akadémia levelező, 1914-ben rendes tagjává választották. 1924-től tiszteleti tagja volt az Eötvös Loránd Matematikai és Fizikai Társulatnak – amelynek korábban megalapításában is közreműködött –, emellett kolozsvári évei során, 1892-ben elvállalta az Erdélyi Múzeum-Egyesület természettudományi szakosztályának elnöki feladatait. 1872-ben – népiskolai természettani tankönyve elismeréseként – a Katolikus Néptanítók Székesfehérvári Egylete tiszteleti tagjai sorába választotta.
Nemzetközi megbecsültségét tanúsítja, hogy az olasz–magyar tudományos kapcsolatok kiépítésében elért érdemeiért tagja lett a Palermói Matematikai Körnek (Circolo Matematico di Palermo), 1892-ben pedig a Padovai Egyetem díszdoktorává avatták.

### Főbb művei
- Die diatonische Dur-Scale wissenschaftlich begründet. Pest: (kiadó nélkül). 1870.
- Természettan elemei: Tankönyv a népiskolák számára. Székesfehérvár: (kiadó nélkül). 1872.
- A derivatio elmélete. Budapest: (kiadó nélkül). 1878.
- A háromtagú algebrai egyenlet hatványai és még valami. Győr: (kiadó nélkül). 1878.
- Vegyes m-ed fokú egyenlet egyik gyökének meghatározása sorba fejtés alá. Paris: (kiadó nélkül). 1878.
- Généralisation du logarithme et de l’exponentielle. Paris: (kiadó nélkül). 1879.
- A Bolyai-féle algorithmus. Budapest: (kiadó nélkül). 1881.   REAL-EOD
- Pascal biga-vonalának elemzése: Geometriai tanulmány. Budapest: (kiadó nélkül). 1881.
- Sur les fonctions itératives.  Journal de Mathématiques,   (1884)
- Az Ampère-féle elemi törvények aequivalaenseinek meghatározása. Budapest: (kiadó nélkül). 1893.   REAL-EOD
- A Carnot–Clausius-tétel egyszerűsített levezetése.  Mathematikai és Physikai Lapok,   (1895)
- Pótlások a vektor-tanhoz és az elektromosság tanához.  Matematikai és Természettudományi Értesítő,   (1898)

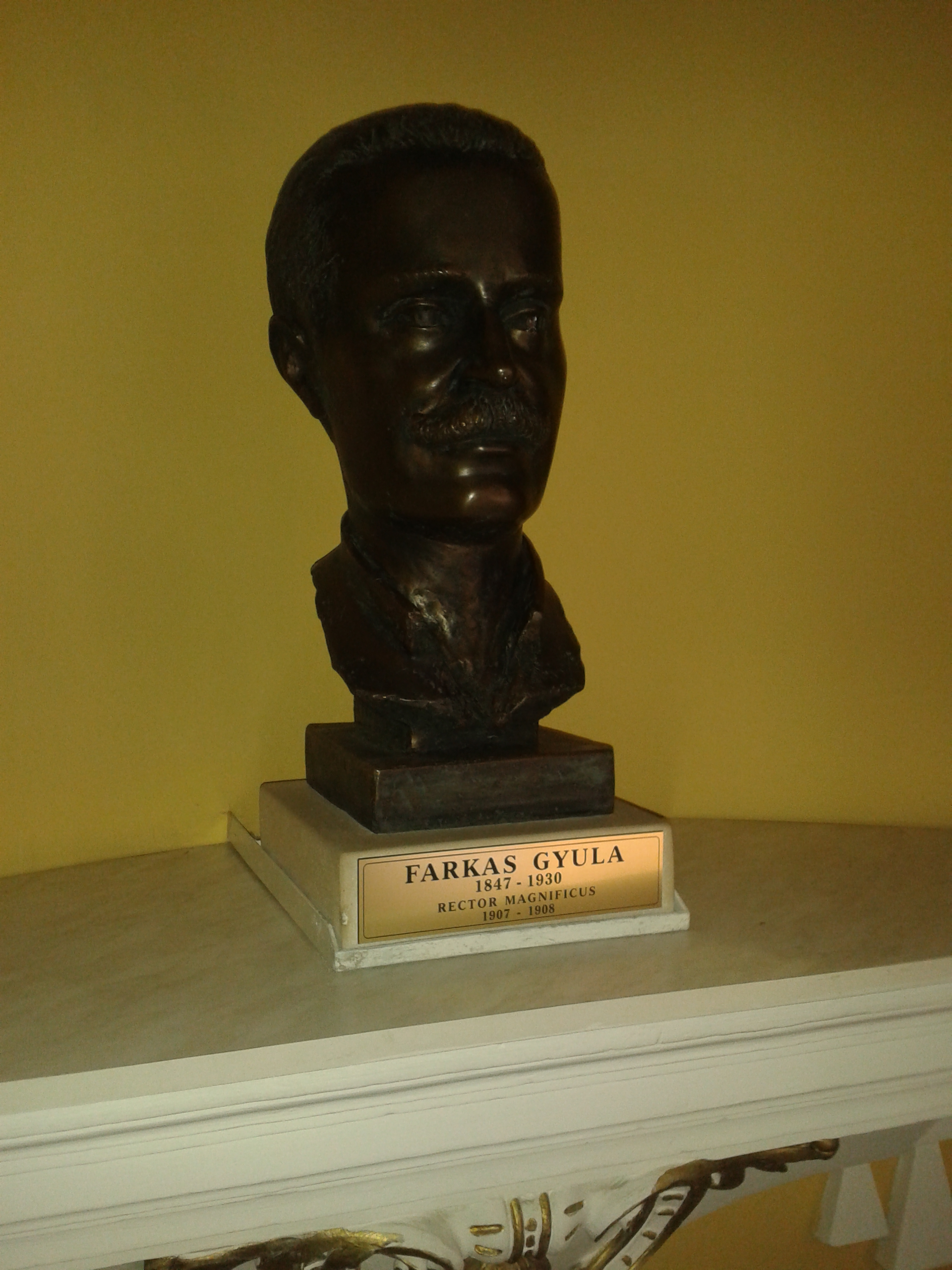
Farkas Gyula mellszobra, Babeș–Bolyai Tudományegyetem

- Theorie der einfachen Ungleichungen.  Crelle Journal,   (1902)
- Beiträge zu den Grundlagen der analytischen Mechanik.  Crelle Journal,   (1906)
- Alapvetés az elektromosság és mágnesség folytonossági elméletéhez.  Matematikai és Természettudományi Értesítő,  (1910 – 1911)
- Biztos egyensúly potenciál nélkül.  Matematikai és Természettudományi Értesítő,   (1915)
- Einstein-féle gravitáció régi elméletből.  Matematikai és Természettudományi Értesítő,   (1921)

## Emlékezete
Életműve tiszteletére a Bolyai János Matematikai Társulat 1973-ban Farkas Gyula-emlékdíjat alapított, amellyel az alkalmazott matematikában kiváló eredményeket elérő ifjú tudósokat díjazzák.
Farkas egyetemi oktatói munkássága helyszínén, a kolozsvári Babeș–Bolyai Tudományegyetem matematikai és informatikai karán működik a 2001-ben szerveződött Farkas Gyula Egyesület a Matematikáért és az Informatikáért, melynek vállalt feladata a magyar nyelvű oktatás és kutatás fejlesztése. A Farkas Gyula Egyesület és a kolozsvári Radó Ferenc Matematikaművelő Társaság 2006-ban közösen Farkas Gyula-emlékérmét alapított, amit évenként ítélnek oda a matematikai és informatikai ismeretterjesztés és tehetséggondozás terén kimagasló munkásságú romániai magyar matematika- és informatikatanároknak.
A magyar tudományos közélet 1997-ben emlékezett meg születésének százötvenedik évfordulójáról. A Magyar Tudományos Akadémia ünnepi ülésszaka mellett az Eötvös Loránd Fizikai Társulat is emlékülést szervezett, illetve emléktáblát avatott Farkas sárosdi szülőházán.
2005-ben, halálának hetvenötödik évfordulóján, Kolozsvárott nemzetközi konferenciával emlékeztek meg munkásságáról.

## Érdekesség
Kacsóh Pongrác, a János Vitéz daljáték szerzője 1896-ban Farkas Gyulánál doktorált fizikából.